# Joan Delort i Menal
Joan Delort i Menal   (Barcelona, 1957) és un polític que va exercir diversos càrrecs al Departament d'Interior entre els anys 1997 i 2025. Ha desenvolupat diverses responsabilitats polítiques en governs de partits ben diferents. Sovint ha estat qualificat com el principal expert en seguretat policial catalana, àmbit en què ha treballat tota la seva carrera professional. És llicenciat en filosofia i lletres i té el diploma bàsic de criminologia.

## Trajectòria a les policies locals (1980-1997)
Joan Delort va entrar al món de la policia el 1980, a l'ingressar com a agent de la Guàrdia Urbana de Barcelona en la seva 46a promoció. Després d'uns anys d'acumular experiència fou cridat per ser el cap de la policia local de Barberà del Vallès; i uns anys després ho va ser de la de Sant Feliu de Llobregat, quan n'era alcalde Francesc Baltasar, qui anys més endavant esdevindria conseller del govern. Però d'aquesta primera etapa destaquen sobretot els seus onze anys com a cap de la policia local de la ciutat de Girona, entre el 1986 i el 1997, en temps de l'alcalde Joaquim Nadal, qui més tard també esdevindria conseller. Després de disset anys en el món de les policies locals Delort havia assolit el grau d'intendent.
Fou en aquesta època en què es va llicenciar en filosofia i lletres a la Universitat de Girona i obtingué el diploma bàsic en criminologia a la Universitat de Barcelona. El primer contacte amb l'administració catalana es va produir el 1985 quan va començar a exercir de professor a l'antiga Escola de Policia de Catalunya (l'actual ISPC), feina que va desenvolupar fins a l'any 2000. Entre 1987 i 1990 també fou membre de la comissió tècnica de coordinació de les policies locals de Catalunya, i després va ser assessor de l'Escola de Policia entre 1990 i 1992, els temps en què aquesta institució es preparava per ser seu olímpica pels Jocs de Barcelona.

## Trajectòria a la Generalitat (1997-2011)

### Primers anys (1997-2003)

Logo del Servei Català de Trànsit

Fou cridat per primera vegada per exercir responsabilitats al govern de Catalunya l'any 1997, quan el llavors conseller de governació Xavier Pomés el va nomenar sotsdirector de les policies locals, un càrrec que havia de coordinar i homologar la diversitat d'aquestes institucions municipals. Uns anys després el mateix Pomés li donaria la seva primera responsabilitat important fent-lo el nou director del Servei Català de Trànsit el gener de 2001.

### Secretari de Seguretat (2004-2010)
Amb l'arribada del primer tripartit al govern de la Generalitat Montserrat Tura el va nomenar secretari de seguretat pública a finals del 2003, un càrrec relativament nou que ja havia creat el govern convergent anterior durant el seu últim any de legislatura i que fou eliminat a principis del 2011 quan aquest partit va tornar al govern. Durant els 9 anys d'existència d'aquesta responsabilitat Joan Delort la va desenvolupar més de 7, ja que el conseller Joan Saura el mantingué al mateix lloc. Durant la primera etapa aquest càrrec va englobar sota la seva competència els diversos cossos operatius de seguretat com ara els Bombers, els Mossos, l'actual ISPC, Protecció Civil i el Servei Català de Trànsit; però amb la remodelació de l'agost del 2007 feta per Saura el càrrec va quedar reduït només als Mossos i l'ISPC.

#### Primera legislatura
Durant la legislatura de la nova consellera Montserrat Tura va emergir la polèmica per l'aparició d'un informe apòcrif anomenat Actuacions dels 100 primers dies, que assenyalava fins a 26 comandaments dels mossos per ser purgats. Tura va admetre que coneixia l'existència del document però que no li donava crèdit ni sabia qui l'havia fet, i Delort va negar sempre que hi hagués hagut cap depuració política al cos.

#### Segona legislatura
Aquest segon període fou especialment convuls per les males relacions entre el cos de mossos i el conseller Saura així com per les tibantors personals entre Delort i el nou secretari general de la conselleria: Joan Boada, qui des del principi volia que la seguretat policial fos una de les seves competències com a secretari general, però que finalment foren mantingudes a part i en mans de Delort.
Durant aquesta legislatura es va intentar renovar la legislació que regula el sistema policial català i Delort va preparar-ne els primers esborranys. Entre altres, fou seva la idea de suprimir el grau de major de l'escala superior dels Mossos. Però finalment la llei no es va acabar aprovant mai durant les dues legislatures de tripartit i de fet segueix vigent encara avui (2011) la llei 10/1994 de la Policia de la Generalitat. La intenció d'aquesta reforma era fer que l'estructura policial en el seu nivell superior fos més plana. No obstant això, amb la marxa el 2007 de l'únic major que ha tingut el cos el seu lloc fou substituït per un comissari. També se li atribueix la idea que figurava a l'esborrany de fer de la Generalitat l'ens que lideri la coordinació entre Mossos i policies locals, una proposta que hom va interpretar com una subordinació dels cossos municipals al govern.

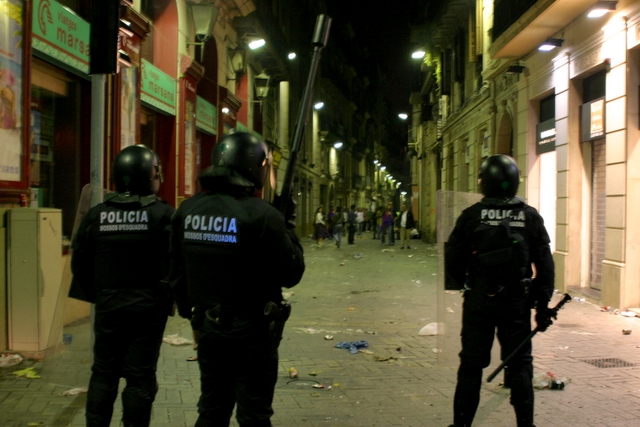
Antiavalots dels Mossos.

Quan el març de 2009 es va cessar el director general de la policia Rafael Olmos la premsa va afirmar que Delort mantenia un pols amb Saura i Boada per tal de mantenir el càrrec en un perfil més professional que no pas polític. Finalment no es va nomenar cap substitut i Delort va assumir les tasques d'aquest càrrec de manera interina, amb la confiança directa del president José Montilla segons va informar la premsa en més d'una ocasió. Unes setmanes després el mateix Delort va admetre una certa tensió en relació amb Joan Boada. Més endavant declararia que ell es va oposar a la destitució d'Olmos.
Una de les decisions polèmiques que va prendre fou el càstig de l'inspector Ferran Gómez, el cap de l'Àrea Bàsica Policial de l'Alt Empordà, per haver abandonat el seu lloc de comandament durant la gran nevada que el març de 2010 va paralitzar Catalunya. Posteriorment se li va retornar la plaça i el lloc de treball però amb un altre destí. Arran d'aquest afer alguns inspectors i intendents van evidenciar el seu descontentament, i de fet Gómez el va acabar denunciant per prevaricació.
Cal ressaltar que el 26 d'abril de 2010 el Consell de la Policia, format a parts iguals pels sindicats policials catalans i membres del departament d'Interior, va rebutjar per una àmplia majoria la proposta de Codi d'Ètica que defensava el conseller Saura i Boada, i que havia elaborat l'exfiscal Carlos Jiménez Villarejo. La votació fou secreta i Delort va ser el dipositari dels vots de dos membres del Consell, una acció que va ser interpretada com a partidària del bàndol majoritari dels "no". Del total de 32 membres: 23 vots foren negatius, només 4 vots foren afirmatius, hi hagué 2 abstencions, 1 vot en blanc i 2 absències que no havien delegat el vot. En qualsevol cas entre els 23 que rebutjaven el text fou evident que hi havia també diversos alts càrrecs del departament. La proposta, que els sindicats no reconeixien com un codi deontològic sinó com una llei invasiva que en trepitjava d'altres, fou finalment desestimada amb l'arribada del nou govern de la Generalitat d'Artur Mas.

##### Final d'etapa
Amb la victòria de CiU a les eleccions de finals del 2010 i l'arribada de Felip Puig a la conselleria d'Interior aviat va quedar clar que no seguiria al capdavant de la seguretat catalana. Es va mantenir encara durant uns mesos a la secretaria de seguretat mentre no es decidia la seva substitució per Xavier Crespo, el qual finalment va acabar renunciant-hi. Finalment el conseller Puig va acabar eliminant aquest càrrec de l'organigrama, i Delort fou destituït però mantenint-se al departament com a assessor.
Durant aquest breu parèntesi de la seva carrera va fer unes sonades declaracions el mes d'abril de 2011 en una entrevista publicada als diaris Avui i El Punt en què afirmava que la gestió de l'anterior conseller d'interior Joan Saura i el seu número dos Joan Boada al capdavant del cos de Mossos d'Esquadra fou pèssima: "hi ha qui va voler presentar el servei públic de policia del país com una mena de caverna de malfactors i torturadors.". També va afirmar que s'havia oposat a la destitució del director general de la policia Rafael Olmos l'abril del 2009. Les reaccions polítiques i sindicals foren nombroses i IC-V va haver de respondre que si tan malament veia la gestió del seu conseller Delort hauria d'haver dimitit, obviant que a la mateixa entrevista Delort afirmava també que va presentar la seva dimissió però el conseller Saura li va demanar que es quedés.

## Trajectòria a l'ajuntament de Barcelona (2011-act.)
Pocs mesos després Joan Delort fou nomenat gerent de l'àrea de Prevenció, Seguretat i Mobilitat de l'ajuntament de Barcelona, arran de la primera victòria de CiU en aquesta ciutat a les eleccions municipals del 2011. Assumia la gestió de la Guàrdia Urbana (el cos on va començar la seva carrera) i els Bombers de Barcelona, a les ordres del regidor i primer tinent d'alcalde Joaquim Forn.